# ماراكاناو
ماراكاناو هي بلدية في البرازيل، تتبع سيارا، بلغ عدد سكانها 209٬057  نسمة، تبلغ مساحتها 105 كيلومتر مربع.

## الموقع
تشترك في الحدود مع:
- فورتاليزا.

## مدن توأم
المدن التوأم:
- Grândola [الإنجليزية]‏.